# Charaideo
Charaideo (auch: Che-Rai-Doi) ist eine historische Stadt im Distrikt Charaideo im indischen Bundesstaat Assam. Sie liegt etwa 30 Kilometer östlich der Stadt Sivasagar am Fuße der Berge von Nagaland.

## Etymologie
Der Name Charaideo leitet sich von den Tai-Ahom-Wörtern Che („Stadt“), Rai („glänzen“) und Doi („Hügel“) ab. Er bedeutet wörtlich übersetzt „die glänzende Stadt auf den Hügeln“.

## Geschichte

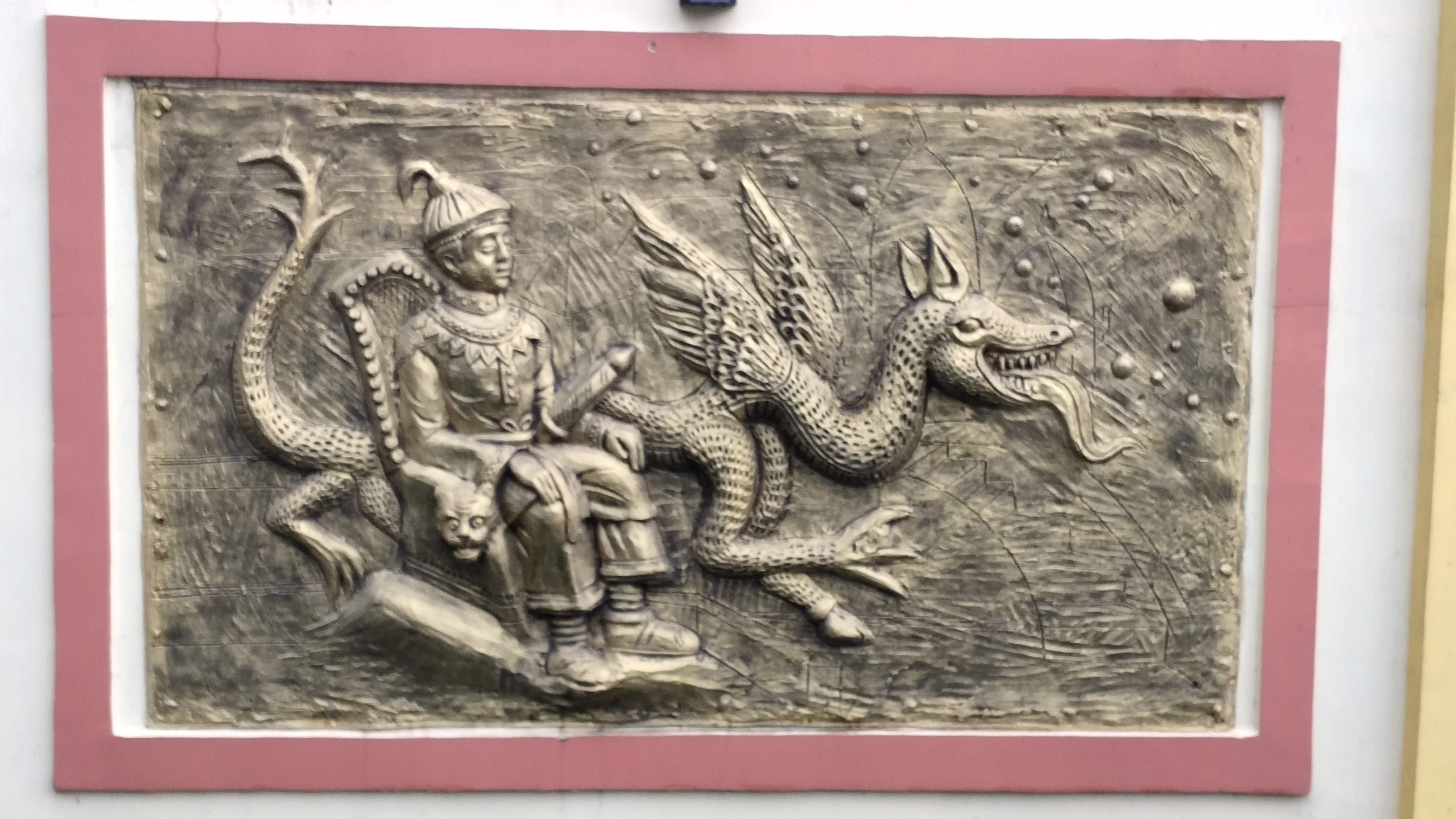
Wandschnitzerei von Sukaphaa

Charaideo wurde 1253 n. Chr. vom ersten Ahom-König Chao Lung Siu-Ka-Pha als erste dauerhafte Hauptstadt des Ahom-Königreichs gegründet. Vor der Ankunft der Ahom war Charaideo ein heiliger Ort für lokale Stämme wie die Moran und Borahi. 
Obwohl die Hauptstadt des Ahom-Reiches im Laufe der 600-jährigen Herrschaft mehrmals verlegt wurde, blieb Charaideo das symbolische Zentrum der Ahom-Macht in Assam. Die Stadt galt als Ort der Ahnengötter der Ahom.

## Maidams

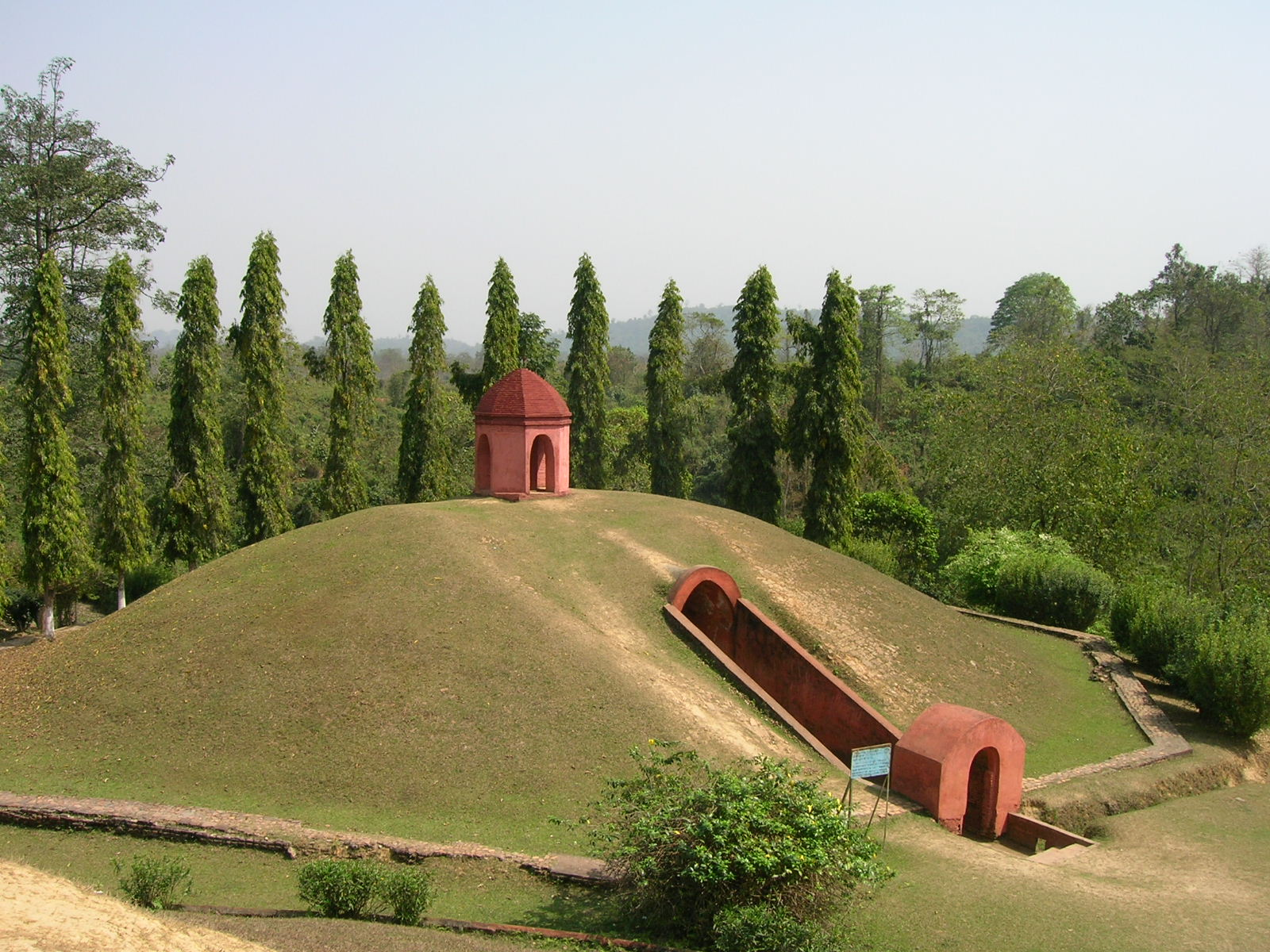
Königsgrab in Charaideo

Charaideo ist vor allem für seine Maidams bekannt – die Grabstätten der Ahom-Könige und -Königinnen. Diese werden oft als „Pyramiden von Assam“ bezeichnet. Ein Maidam besteht typischerweise aus einem Erdhügel mit einem zentralen Schrein, umgeben von einer achteckigen Zwergmauer. Im Inneren befindet sich eine Gruft aus Ziegeln und Steinen für den verstorbenen König, zusammen mit Grabbeigaben.
Von den 386 bisher erforschten Maidams gelten 90 Gräber in Charaideo als am besten erhalten und repräsentativ für diese Tradition. Sie werden durch die Archäologische Abteilung Indiens und die Archäologische Abteilung des Bundesstaates Assam geschützt. Viele ungeschützte Maidams wurden im Laufe der Zeit beschädigt oder zerstört.
Die Maidams von Charaideo wurden 2024 in die UNESCO-Welterbeliste aufgenommen.